# هرليبرغ
هرليبرغ (بالألمانية: Herrliberg) هي إحدى بلديات مقاطعة مايلن في كانتون زيورخ في سويسرا. تُقدر مساحتها ب8.97 كيلومتر مربع، ويقدر عدد سكانها بـ 6308 نسمة (حسب تعداد ديسمبر 2017).

## أعلام
- شارلوته وايس